# Kidin-Hutran
Kidin-Hutran, ou Kiten-Hutran, est le deuxième ou troisième roi de l'Élam à porter ce nom, qui a régné vers 1245 à 1215 av. J.-C. Il est le dernier roi de la dynastie des Igehalkides. 
Son règne est avant tout connu par les campagnes militaires qu'il a lancé en Babylonie, à une époque où cette dernière faisait face aux tentatives de soumission du roi assyrien Teglath-Phalasar Ier. Kidin-Hutran lance une première attaque contre la ville sainte de Nippur qu'il prend et pille, et fait subir le même sort à la ville de Der située sur une route commerciale importante entre la Babylonie et l'Élam. Le roi babylonien Enlil-nadin-shumi, souverain fantoche imposé par les Assyriens, est incapable de faire face, s'enfuit et est apparemment renversé des suites de cette attaque. 
Par la suite, Kidin-Hutran mène à nouveau ses troupes en Babylonie contre le nouveau souverain pro-assyrien Adad-shuma-iddina. Il s'empare et pille cette fois des villes d'Isin et de Marad. On ne sait rien de ce qu'il advient de Kidin-Hutran par la suite. Il est généralement admis qu'une nouvelle dynastie montre sur le trône en Élam après lui, dirigée par Shutruk-Nahhunte, fils d'un certain Hallutush-Inshushinak, et qui s'illustre à son tour sur le champ de bataille en Babylonie. Il est possible que cette nouvelle dynastie « Shutrukide » descende en fait de celle des Igehalkides.